# Lake City (Arkansas)
Pour les articles homonymes, voir Lake City.
La ville de Lake City est le siège du comté de Craighead, dans l'Arkansas, aux États-Unis.

## Démographie
| 1900 | 1910 | 1920 | 1930 | 1940 | 1950 |
| ---- | ---- | ---- | ---- | ---- | ---- |
| 434  | 448  | 635  | 760  | 786  | 783  |

| 1960 | 1970 | 1980  | 1990  | 2000  | 2010  |
| ---- | ---- | ----- | ----- | ----- | ----- |
| 850  | 948  | 1 842 | 1 833 | 1 956 | 2 082 |

## Source
- (en) Cet article est partiellement ou en totalité issu de l’article de Wikipédia en anglais intitulé « Lake City, Arkansas » (voir la liste des auteurs).

1. ↑  « Statistiques des États-Unis - Arizona - Profils des communautés de 2010 » (consulté en novembre 2020)